# HCG 87d
HCG 87d är en spiralgalax på 400 miljoner ljusårs avstånd i stjärnbilden Stenbocken. Den är medlem i HCG 87.